# Cubocephalus pentagonalis
Cubocephalus pentagonalis är en stekelart som först beskrevs av Léon Abel Provancher 1886.  Cubocephalus pentagonalis ingår i släktet Cubocephalus och familjen brokparasitsteklar. Inga underarter finns listade i Catalogue of Life.